# محمية وادي عين الزرقاء
محمية وادي عين الزرقاء، هي محمية طبيعية فلسطينية تقع على بعد 26 كيلومترا إلى الشمال الغربي من مدينة رام الله، تتميز بكثرة الينابيع الموجودة فيها البالغ عددها 103 موزعة على أطراف الوادي، تبلغ مساحتها حوالي 13340 دونما؛ وتحتل الأشجار الحرجية نصف المساحة، والنصف الآخر مزروع بحمضيات وفاكهة ومحاصيل مروية.

## الموقع
تقع عين الزرقاء غرب مدينة رام الله وتبعد عنها حوالي 19 ّ كم، وتقع أراضي المحمية وكذلك بعض عيون المياه على أراضي الشمالية لقرية بيتللو، بينما يقع الجزء الجنوبي والغربي لعيون المياه في أراضي قريتي دير عمار وجمالا، ويمتد مسار المحمية من محيط قرى دير بلوط وعابود وبرقين وكفر الديك وكفر عين، وينتهي عن حدود رنتيس في الأراضي المحتلة عام 1948. تتميز المنطقى بوقوعها بين مجموعة من سلاسل الجبال، مما يجعلها ممرا للعديد من الأودية المائية في فصل الشتاء، ولمياه الينابيع في تلك المنطقة، كما تعتبر المنطقة جزء من حوض الناطوف غرب مدينة رام الله، والتي تبلغ مساحته حوالي 200 كيلومتر مربع وتكثر فيه الينابيع.

## غابة الهاشمي
تعود أغلبية الغابات المزروعة في الضفة الغربية إلى فترة الحكم الأردني، حيث قامت الحكومة الأردنية بعد النكبة مباشرة بزراعة مساحات كبيرة من الأراضي لستخدامها كغابات، واستمرت عملية زراعة الأشجار الحرجية بوتيرة متزايدة حتى عام 1971؛ حيث وصلت مساحة الغابات المزروعة في الضفة الغربية 35351 دونما، زرعت بأشجار الصنوبر الحلبي، والصنوبر، وصنوبر بروتيا، والسرو العمودي والأفقي، والكينا، والأكاسيا. بعد عام 1971 تجمد نشاط زراعة الأشجار الحرجية؛ بعد استلاء سلطات الاحتلال الإسرائيلي على مساحات واسعة من الغابات والمراعي الطبيعية لغراض بناء المستوطنات والقواعد العسكرية، واعتماد مناطق عديدة محميات طبيعية، وإغالقها لمشاتل هذه الأشجار، حيث يوجد واحد في قطاع غزة، وأربعة في الضفة الغربية. ومن جهة أخرى أحجم المواطن الفلسطيني عن زراعة الأشجار الحرجية في أراضيه الخاصة؛ خوفا من مصادرتها من قبل سلطات الاحتلال؛ بذريعة أن الأراضي الحرجية ملك للدولة.“
يختلط في غابة الهاشمي نوعين من الأشجار، الأولى هي الأشجار الطبيعية التي تنمو تاريخيا في فلسطين، وتنتشر على كثير من التلال والجبال الفلسطينية، مثل أشجار البلوط والسنديان والسريس، والنوع الثاني هي الأشجار التي زرعت بفعل التدخل البشري، وتم زراعتها بصورة مخططة ومبرمجة، كأشجار الصنوبر والسرو، ورغم أن أشجار الصنوبر زرعت بفعل التدخّل البشري في فترة الحكم الأردني لفلسطين، إلا أنها تكاثرت وانتشرت في مساحات كبيرة وبصورة مكثفة نتيجة التكاثر الطبيعي، وتساقط وانتشار البذور من تلك الأشجار بفعل الرياح والطيور. كانت بدايات الأرض التي تقع عليها غابة الهاشمي مزروعة بصورة طبيعية بأشجار البلوط والبطم والسريس والخروب، حيث كانت تنتشر تلك الأشجار بصورة كثيفة في تلك المنطقة، أضافت الحكومة الأردنية أشجار الصنوبر الحلبي والسرو في تلك المنطقة، وذلك في العام 1952، ويعتبر الصنوبر الحلبي أكثر أنواع أشجار الصنوبر انتشاراً في جبال وتلال فلسطين، وكذلك في غابة الهاشمي، حيث تنمو أشجار الصنوبر الحلبي في مناخ شرق حوض البحر المتوسط (أمطار فوق 300مم سنويا) وتشكل نسبة %85 من مجموع أشجار الغابات المزروعة عالوة على وجودها منفردة في الحقول والشوارع والحدائق، حيث أظهرت النتائج الدراسية على ذلك النوع من األشجار أنه يالئم كثيرا البيئة والتربة الفلسطينية.[بحاجة لمصدر]

## عيون المياه
تقع منطقة وادي الزرقاء في الحوض المائي الغربي، الذي يعتبر من الأحواض المائية الرئيسية في الضفة الغربية، إضافة إلى الحوض الشرقي والشمالي. وتختص منطقة محمية الزرقاء ونتيجة للعديد من العوامل الطبوغرافية والجيولوجية بوجود العديد من العيون المائية، وحسب دراسة وصل عدد الينابيع في قرية بيتللو 100 نبع، وأهم تلك الينابيع هي: عين البلد، عين قوس، عين أيوب، عين سالم، عين الأشقر، عين الزرقاء وعين أبو نياق. ويعود الانتشار الكثيف للينابيع في منطقة وادي الزرقاء إلى طبيعة جيولوجية المنطقة ذات الصخور الكلسية والدولومايتية التي تسمح بتسرب المياه من خاللها، كما أنها جزء من ينابيع حوض الناطوف الواقع غرب مدينة رام الله.

## اقتحامات المستوطنين
تواجه منطقة الزرقاء العديد من التحديات والمعيقات، وأهم تلك المعيقات هو محاولة المستوطنين المستمرة للسيطرة على المنطقة، حيث يحرصون على التواجد بصورة مستمرة للتنزه والاصطياف، ويحاولون منع الزوار الفلسطينيين من بلوغها ويقومون بالعديد من المضايقات للمزارعين الفلسطينيين. في سنة 2010 قام مستوطن من مستوطنة حلميش القريبة باحراق البيوت البالستيكية في عين الزرقاء والتي تبلغ مساحتها دونمين، مما أدى إلى اتلاف محاصيل الخضروات وشبكة المياه والبلاستيك ونتيجة لتصنيف أراضي منطقة محمية عين الزرقاء بأراضي (ج)، حيث يمنع الاحتلال الإسرائيلي حسب اتفاقية أوسلو 2 الفلسطينين من توصيل الخدمات والبنية التحتية إلى المنطقة (ج)، ولهذا فإن عدم وجود شبكة مياه وكهرباء وكذلك صيانة الطريق الموصلة إليها، أدت إلى هجرة بعض المزارعين من المنطقة والإقامة في قرية بيتللو، حيث لا يوجد في المنطقة سوى منزلين للسكن لأسرتين من عائلة رضوان.
وقد أقام المستوطنون على بعد 900 متر من المحمية مستوطنة «بيت أريه»، واستولوا على نبع ماء وسيجوه لاستخدامه في بناء بركة مائية لتربية الأسماك.